# Шминкер
Шминкери раде са шминком, косом и специјалним ефектима како би дочарали карактере свих ликова који се појављују на филму или телевизији. Шминкер такође може радити и у позоришту, као и у сличним креативним институцијама.